# Cieszyca (potok)
Cieszyca  – potok górski w południowo-zachodniej Polsce w woj. dolnośląskim w Sudetach Wschodnich.
Górski potok o długości około 6,57 km, prawy dopływ Goworówki, jest ciekiem IV rzędu należącym do dorzecza Odry, zlewiska Morza Bałtyckiego.

## Położenie
Potok w Masywie Śnieżnika i Obniżeniu Bystrzycy Kłodzkiej. Źródło potoku położone jest na obszarze Śnieżnickiego Parku Krajobrazowego w południowo-zachodniej części Masywu Śnieżnika na południowo-wschodnim zboczu wzniesienia Owcza Góra na wysokości ok. 750 m n.p.m.

## Charakterystyka
W części źródliskowej potok przez niewielki odcinek płynie w kierunku zachodnim, zalesioną szeroką płytko wciętą doliną, wytworzoną na zachodnim zboczu Owczej Góry. Od poziomu 730 m n.p.m. potok płynie dobrze wykształconą wąską głęboko wciętą V-kształtną doliną o dość stromych zboczach. Na poziomie 680 m n.p.m. przed wzniesieniem Dłużka potok skręca lekko w kierunku północno-zachodnim, gdzie po kilkudziesięciu metrach, po minięciu wzniesienia Dłużka skręca szerokim łukiem na zachód. Na poziomie 540 m n.p.m. potok opuszcza granicę Śnieżnickiego Parku Krajobrazowego i wpływa na Obniżenie Bystrzycy Kłodzkiej, gdzie po przepłynięciu ok. 1,2 km., wpływa do miejscowości Gajnik a po opuszczeniu Gajnika potok skręca na zachód i meandrując płynie otwartym terenem przez użytki rolne i górskie łąki w kierunku ujścia, gdzie na wysokości ok. 420 m n.p.m. przed Roztokami uchodzi do Goworówki. Koryto potoku kamienisto-żwirowe słabo spękane i nieprzepuszczalne. Zasadniczy kierunek biegu potoku jest zachodni. Jest to potok górski odwadniający południowo-zachodnią część Masywu Śnieżnika i południowo-wschodnią część Obniżenia Bystrzycy Kłodzkie. Potok częściowo uregulowany dziki. W większości swojego biegu płynie wśród terenów niezabudowanych. Brzegi w 78% zadrzewione, dno bez roślin. Potok charakteryzuje się dużymi niewyrównanymi spadkami podłużnymi i zmiennymi wodostanami.

## Budowa geologiczna
Potok płynie przez obszar zbudowany ze skał metamorficznych – metamorfik Lądka i Śnieżnika. Tworzą go łupki łyszczykowe i gnejsy śnieżnickie, a podrzędnie kwarcyty, amfibolity i łupki amfibolitowe, erlany i łupki grafitowe.

## Dopływy
Kilka bezimiennych strumieni i potoków mających źródła na zboczach przyległych wzniesień oraz kilkanaście cieków okresowych.

## Miejscowości nad rzeką
- Gajnik

## Rozwój osadnictwa wzdłuż rzeki
Osadnictwo rozwinęło się w środkowym biegu potoku na początku XIII wieku w celu prowadzenia wyrębu lasu i przetwórstwa drewna. Po 1945 dolina została zasiedlona ludnością ze wschodnich krańców Polski. Mieszkańcy doliny w większości utrzymywali się z rolnictwa i pracy w lesie.

## Inne
- Na obszarze miejscowości Gajnik brzegi potoku umocnione są murami oporowymi.
- Na niektórych mapach turystycznych potok nie jest zaznaczony.